# La Motte-d'Aigues
La Motte-d'Aigues este o comună în departamentul Vaucluse din sud-estul Franței. În 2009 avea o populație de 1.359 de locuitori.

## Evoluția populației
| An        | 1975 | 1982 | 1990 | 1999  | 2006  | 2009  |
| --------- | ---- | ---- | ---- | ----- | ----- | ----- |
| Populație | 442  | 591  | 748  | 1.010 | 1.253 | 1.359 |